# Picrocrocine
La picrocrocine est un hétéroside formé de glucose et de safranal. La picrocrocine a un goût amer et est le principal responsable du goût caractéristique du safran, une épice extraite d'une fleur de crocus.
La picrocrocine serait un produit de dégradation d'un caroténoïde, la zéaxanthine.